# Joyabaj
Joyabaj (del k'ich'e «Xoy Abaj», que significa «"piedra de los Xoy"») —conocido también como Santa María Joyabaj— es un municipio del departamento de Quiché, en la República de Guatemala. Fue fundado alrededor del año 1549 como una de las reducciones o «pueblos de indios», por los frailes dominicos del convento de Sacapulas. 
Luego de la Independencia de Centroamérica fue uno de los municipios originales del departamento de Sololá; y en 1838 pasó a formar parte del efímero Estado de Los Altos hasta que este fue reincorporado al Estado de Guatemala por el general conservador Rafael Carrera en 1840.  Luego de la Reforma Liberal de 1871, el 12 de agosto de 1872 el gobierno de facto del presidente provisorio Miguel García Granados creó el departamento de Quiché, al que Joyabaj ha pertenecido desde entonces.
En 1976 fue completamente destruido por el terremoto del 4 de febrero, pero se recuperó gracias a la eficiente administración de la ayuda internacional realizada por el gobierno del general Kjell Eugenio Laugerud García.
Es conocido también como la cuna del palo volador por su tradición cultural. En Joyabaj conviven armoniosamente varias culturas y las combinaciones de su traje típico —la vestimenta impuesta [cita requerida]  a los pobladores indígenas durante la época colonial— son consideradas una de los más bellos del país. Tiene una población de 107,634 habitantes siendo el 81% población rural y el restante 19% en todo su territorio de trescientos cuatro kilómetros cuadrados.

## Geografía física
En Joyabaj la sierra de Chuacus tiene una de sus máximas depresiones o bajas alturas.

### Clima
Tiene básicamente tres climas:
- Templado - en las montanas del norte y este
- semicálido - en el centro (ciudad) y oeste
- cálido - en el sur del municipio

La cabecera municipal de Joyabaj tiene clima cálido (Clasificación de Köppen: Aw).
| Parámetros climáticos promedio de Joyabaj | Parámetros climáticos promedio de Joyabaj | Parámetros climáticos promedio de Joyabaj | Parámetros climáticos promedio de Joyabaj | Parámetros climáticos promedio de Joyabaj | Parámetros climáticos promedio de Joyabaj | Parámetros climáticos promedio de Joyabaj | Parámetros climáticos promedio de Joyabaj | Parámetros climáticos promedio de Joyabaj | Parámetros climáticos promedio de Joyabaj | Parámetros climáticos promedio de Joyabaj | Parámetros climáticos promedio de Joyabaj | Parámetros climáticos promedio de Joyabaj | Parámetros climáticos promedio de Joyabaj |
| Mes                                       | Ene.                                      | Feb.                                      | Mar.                                      | Abr.                                      | May.                                      | Jun.                                      | Jul.                                      | Ago.                                      | Sep.                                      | Oct.                                      | Nov.                                      | Dic.                                      | Anual                                     |
| ----------------------------------------- | ----------------------------------------- | ----------------------------------------- | ----------------------------------------- | ----------------------------------------- | ----------------------------------------- | ----------------------------------------- | ----------------------------------------- | ----------------------------------------- | ----------------------------------------- | ----------------------------------------- | ----------------------------------------- | ----------------------------------------- | ----------------------------------------- |
| Temp. máx. media (°C)                     | 24.4                                      | 25.3                                      | 26.8                                      | 26.9                                      | 26.7                                      | 25.5                                      | 25.4                                      | 25.5                                      | 25.1                                      | 24.6                                      | 24.6                                      | 24.4                                      | 25.4                                      |
| Temp. media (°C)                          | 18.1                                      | 18.7                                      | 20.0                                      | 20.5                                      | 20.7                                      | 20.6                                      | 20.3                                      | 20.1                                      | 19.9                                      | 19.5                                      | 18.9                                      | 18.2                                      | 19.6                                      |
| Temp. mín. media (°C)                     | 11.9                                      | 12.1                                      | 13.2                                      | 14.2                                      | 14.8                                      | 15.7                                      | 15.2                                      | 14.8                                      | 14.7                                      | 14.4                                      | 13.2                                      | 12.1                                      | 13.9                                      |
| Precipitación total (mm)                  | 9                                         | 11                                        | 16                                        | 38                                        | 113                                       | 263                                       | 184                                       | 155                                       | 225                                       | 145                                       | 46                                        | 15                                        | 1220                                      |
| Fuente: Climate-Data.org                  |                                           |                                           |                                           |                                           |                                           |                                           |                                           |                                           |                                           |                                           |                                           |                                           |                                           |

### Hidrografía
Está sobre la cuenca del Río Motagua.

### Ubicación geográfica
Este municipio se encuentra en el extremo sudoriente del departamento de El Quiche, en la confluencia de los departamentos de Guatemala, Chimaltenango, Baja Verapaz y Quiché y estos son límites geográficos:
- Norte:
  - Cubulco, municipio de Baja Verapaz
  - Zacualpa y Canillá, municipios del departamento de Quiché
- Sur:
  - San Juan Sacatepéquez, municipio del departamento de Guatemala
  - San Martín Jilotepeque, San José Poaquil, Santa Apolonia y Tecpán, municipios del departamento de Chimaltenango
- Este: 
  - Pachalum, municipio del departamento de Quiché
  - Cubulco y Granados, municipios del departamento de Baja Verapaz
- Oeste: Chiché, municipio del departamento de Quiché[5]

|               | Norte: Cubulco Zacualpa Canillá                                                          |                                 |
| Oeste: Chiché |                                                                                          | Este: Pachalum Cubulco Granados |
|               | Sur: San Juan Sacatepéquez San Martín Jilotepeque San José Poaquil Santa Apolonia Tecpán |                                 |

## Gobierno municipal
Los municipios se encuentran regulados en diversas leyes de la República, que establecen su forma de organización, lo relativo a la conformación de sus órganos administrativos y los tributos destinados para los mismos.  Aunque se trata de entidades autónomas, se encuentran sujetos a la legislación nacional y las principales leyes que los rigen desde 1985 son:
| N.º | Ley                                                | Descripción |
| --- | -------------------------------------------------- | --- |
| 1   | Constitución Política de la República de Guatemala | Tiene una regulación legal específica para los municipios en los artículos 253 al 262. |
| 2   | Ley Electoral y de Partidos Políticos              | Ley de carácter constitucional aplicable a los municipios en el tema de la conformación de sus autoridades electas. |
| 3   | Código Municipal                                   | Decreto 12-2002 del Congreso de la República de Guatemala. Tiene la categoría de ley ordinaria y contiene preceptos generales aplicables a todos los municipios, e inclusive contiene legislación referente a la creación de los municipios.             |
| 4   | Ley de Servicio Municipal                          | Decreto 1-87 del Congreso de la República de Guatemala. Regula las relaciones entra la municipalidad y los servidores públicos en materia laboral. Tiene su base constitucional en el artículo 262 de la constitución que ordena la emisión de la misma. |
| 5   | Ley General de Descentralización                   | Decreto 14-2002 del Congreso de la República de Guatemala. Regula el deber constitucional del Estado, y por ende del municipio, de promover y aplicar la descentralización y desconcentración económica y administrativa.                                |

El gobierno de los municipios está a cargo de un Concejo Municipal mientras que el código municipal —ley ordinaria que contiene disposiciones que se aplican a todos los municipios— establece que «el concejo municipal es el órgano colegiado superior de deliberación y de decisión de los asuntos municipales […] y tiene su sede en la circunscripción de la cabecera municipal»; el artículo 33 del mencionado código establece que «[le] corresponde con exclusividad al concejo municipal el ejercicio del gobierno del municipio».
El concejo municipal se integra con el alcalde, los síndicos y concejales, electos directamente por sufragio universal y secreto para un período de cuatro años, pudiendo ser reelectos.
Existen también las Alcaldías Auxiliares, los Comités Comunitarios de Desarrollo (COCODE), el Comité Municipal del Desarrollo (COMUDE), las asociaciones culturales y las comisiones de trabajo. Los alcaldes auxiliares son elegidos por las comunidades de acuerdo a sus principios y tradiciones, y se reúnen con el alcalde municipal el primer domingo de cada mes, mientras que los Comités Comunitarios de Desarrollo y el Comité Municipal de Desarrollo organizan y facilitan la participación de las comunidades priorizando necesidades y problemas.
Los alcaldes que ha habido en el municipio son:
- 2012-2016: Florencio Carrascosa[8]
- 2016-2020: Pedro Raymundo Cobo

## Historia
Después de haber vencido al ejército k'iche' bajo el mando de Tecún Umán, los españoles establecieron su presencia en Sajcabajá entre 1552 y 1580, cuando el convento dominico de Sacapulas fue puesto a cargo de la conversión de la población a través del sistema de reducciones.

### Establecimiento de la reducción  y doctrina
Las Leyes de Burgos, primer código de los españoles en las Indias, encargaban a los encomenderos el adoctrinamiento de los indígenas que tuvieran encomendados, y a los indígenas les ordenaba vivir cerca de los poblados de los españoles, porque con la conversación continua que con ellos tendrán, como con ir a la iglesia los días de fiesta a oír misa y los oficios divinos, y ver cómo los españoles lo hacen, más pronto lo aprenderán; sin embargo, los abusos de los encomenderos y, sobre todo, el carácter evangelizador de los reyes castellanos, que fundaban sus derechos sobre las tierras y personas de las Indias en el encargo del papa de evangelizar a los indígenas, les hizo organizar los esfuerzos necesarios para facilitar el trabajo de los misioneros, para lo que era imprescindible la concentración de los indígenas en pueblos y ciudades al estilo castellano, si bien separados de los españoles en poblados llamados «reducciones». Al mismo tiempo, para que la Corona pudiese ofrecer a los nativos protección y servicios, era preciso que la recaudación de los impuestos fuese eficaz, lo que no se podría realizar si la población vivía dispersa. De esta forma, puede deducirse que el sistema de reducciones no solo tenía como propósitos principales los misioneros y evangelizadores, sino que también tuvo unos fines de carácter demográfico, económico y político.
La Corona española se enfocó en la catequización de los indígenas; las congregaciones fundadas por los misioneros reales en el Nuevo Mundo fueron llamadas «doctrinas de indios» o simplemente «doctrinas». Originalmente, los frailes tenían únicamente una misión temporal: enseñarle la fe católica a los indígenas, para luego dar paso a parroquias seculares como las establecidas en España; con este fin, los frailes debían haber enseñado los evangelios y el idioma español a los nativos. Ya cuando los indígenas estuvieran catequizados y hablaran español, podrían empezar a vivir en parroquias y a contribuir con el diezmo, como hacían los peninsulares.
Pero este plan nunca se llevó a cabo, principalmente porque la corona perdió el control de las órdenes regulares tan pronto como los miembros de éstas se embarcaron para América. Por otra parte, protegidos por sus privilegios apostólicos para ayudar a la conversión de los indígenas, los misionares solamente atendieron a la autoridad de sus priores y provinciales, y no a la de las autoridades españolas ni a las de los obispos. Los provinciales de las órdenes, a su vez, únicamente rendían cuentas a los líderes de su orden y no a la corona; una vez habían establecido una doctrina, protegían sus intereses en ella, incluso en contra de los intereses del rey y de esta forma las doctrinas pasaron a ser pueblos de indios que se quedaron establecidos para todo el resto de la colonia.
En 1638, los dominicos separaron a sus grandes doctrinas —que les representaban considerables ingresos económicos— en grupos centrados en sus seis conventos:  Los conventos estaban en: la ciudad de Santiago de los Caballeros de Guatemala, Amatitlán, Verapaz, Sonsonate, San Salvador y Sacapulas.
En 1765 se publicaron las reformas borbónicas de la Corona española, que pretendían recuperar el poder real sobre las colonias y aumentar la recaudación fiscal. Con estas reformas se crearon los estancos para controlar la producción de las bebidas embriagantes, el tabaco, la pólvora, los naipes y el patio de gallos. La real hacienda subastaba el estanco anualmente y un particular lo compraba, convirtiéndose así en el dueño del monopolio de cierto producto. Ese mismo año se crearon cuatro subdelegaciones de la Real Hacienda en San Salvador, Ciudad Real, Comayagua y León y la estructura político administrativa de la Capitanía General de Guatemala cambió a quince provincias:

### Tras la Independencia de Centroamérica
El Estado de Guatemala fue definido de la siguiente forma por la Asamblea Constituyente de dicho estado que emitió la constitución del mismo el 11 de octubre de 1825: «el estado conservará la denominación de Estado de Guatemala y lo forman los pueblos de Guatemala, reunidos en un solo cuerpo.  El estado de Guatemala es soberano, independiente y libre en su gobierno y administración interior.»
Joyabaj fue uno de los municipios originales del Estado de Guatemala en 1825; era parte del departamento de Sololá/Suchitepéquez, cuya cabecera era Sololá e incluía a Joyabaj, Quiché, Atitlán, Suchitepéquez, y Cuyotenango.

### El efímero Estado de Los Altos

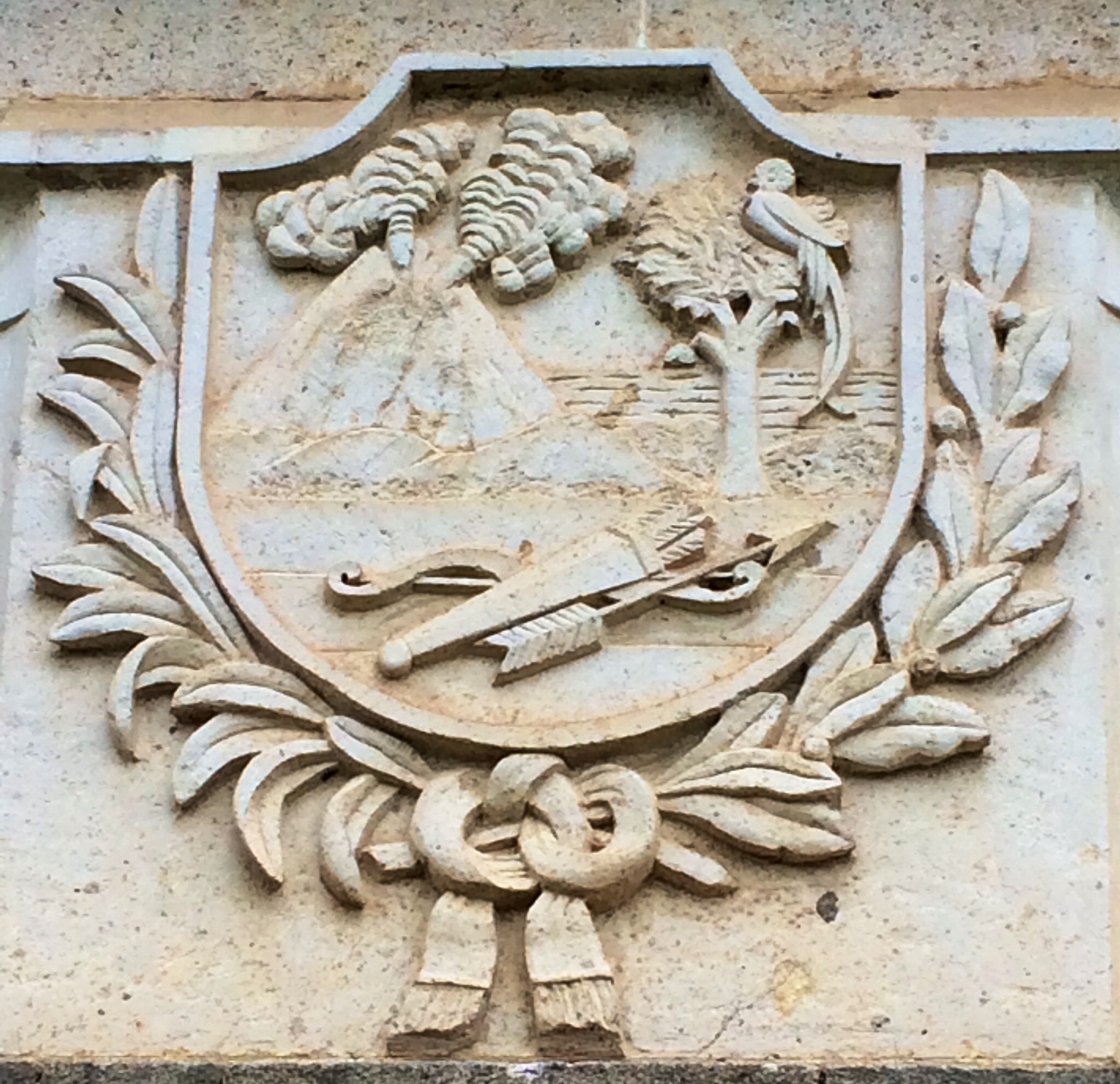
Escudo del Estado de los Altos

A partir del 3 de abril de 1838, Joyabaj fue parte de la región que formó el efímero Estado de Los Altos y que forzó a que el Estado de Guatemala se reorganizara en siete departamentos y dos distritos independientes el 12 de septiembre de 1839: 
- Departamentos: Chimaltenango, Chiquimula, Escuintla, Guatemala, Mita, Sacatepéquez, y Verapaz
- Distritos: Izabal y Petén[19]

La región occidental de la actual Guatemala había mostrado intenciones de obtener mayor autonomía con respecto a las autoridades de la ciudad de Guatemala desde la época colonial, pues los criollos de la localidad consideraban que los criollos capitalinos que tenían el monopolio comercial con España no les daban un trato justo.  Pero este intento de secesión fue aplastado por el general Rafael Carrera, quien reintegró al Estado de Los Altos al Estado de Guatemala en 1840.

### Tras la Reforma Liberal
Luego de la Reforma Liberal de 1871, el presidente de facto provisiorio Miguel García Granados dispuso crear el departamento de Quiché para mejorar la administración territorial de la República dada la enorme extensión del territorio de Totonicapán y de Sololá. De esta cuenta, el 12 de agosto de 1872 Joyabaj pasó a formar parte del nuevo departamento de Quiché, junto con la nueva cabecera Santa Cruz del Quiché y Patzité, Lemoa, Chichicastenango, Chinic, Chiché, San Pedro Jocopilas, San Andrés Joyabajá, Cunem, San Miguel Uspantán, Cotzal, Chujuyup, San Bartolo Jocotenango, Sacapulas, Nebaj, Chajul, Caniyá y Sacualpa.

### Terremoto de 1976
La madrugada del 4 de febrero de 1976, exactamente a las 3:03:33 a. m., el poblado de Joyabaj fue completamente destruido por el terremoto que arrasó al país. En total, el sismo afectó una zona que cubría alrededor de 30.000 km², con una población de 2,5 millones de personas. Cerca de veintitrés mil personas fallecieron y setenta y siete mil resultaron gravemente heridas. Aproximadamente doscientos cincuenta y ocho mil casas fueron destruidas, dejando a cerca de 1,2 millones de personas sin hogar. 40 % de la infraestructura hospitalaria nacional fue destruida, mientras que otros centros de salud también sufrieron daños sustanciales.
Joyabaj se recuperó gracias a la eficiente labor emprendida por el entonces presidente de Guatemala, el general Kjell Eugenio Laugerud García.

### Separación de Pachalum
A principios de 1966 se realizaron los primeros trámites para que Pachalum se desligar de Joyabaj, ya que los habitantes de esa aldea consieraban que no era atendida convenientemente por las autoridades ediles de este municipio; incluso se empeñó un terreno para obtener doscientos quetzales para comprar una planta eléctrica, que era un requisito necesario para que una localidad fuera considerada como municipalidad y se visitó al presidente, el coronel Enrique Peralta Azurdia, pero no se consiguió que se elevara a Pachalúm a la categoría de municipio.
En 1984 se organizó nuevamente un comité para crear el municipio y se logró que la intendencia de Pachalum se desligara del municipio de Joyabaj a través del acuerdo gubernativo 377-86 del 27 de junio de 1986 que entró en vigencia el 7 de julio del mismo año.

## Idioma
En el territorio de Joyabaj se hablan los siguientes idiomas:
- Idioma Xoy: idioma representativo de todos los xoyes (joyabatecos). Es una lengua criolla del k'iche' (es una mezcla 60% idioma Achi, 10% kaqchikel y 10% k'iche'), de allí que aunque esté catalogado como territorio k'iche', realmente cada día se aleja más de la raíz original: k'iche'. Muestra de ello y de su relación con el idioma Achi es la pérdida total del fonema Q', cuyo uso es imprescindible en el Idioma k'iche'.[cita requerida]
- Kaqchikel: se habla básicamente en la cuenca del Motagua, en el límite fronterizo con Chimaltenango y Guatemala.
- K'iche': se habla en el oeste de Joyabaj, por las minorías Ajmash[a] y Lemotecos.[b]
- Castellano: hablado por un alto porcentaje de la población con núcleos en áreas rurales totalmente ladinos.[c]

### Ciudadanos ilustres
- Francisco Méndez Escobar (don Paco, 1907-1962): fue un poeta, narrador y periodista joyabateco.[25]  De joven, Méndez Escobar fue oficinista en un servicio de correos, publicó en algunos diarios de provincia, fue piloto de autobús en San Martín Jilotepeque, operario en una embotelladora de gaseosas, y maestro empírico en una escuela en Joyabaj.  Como periodista aficionado se inició en Joyabaj y en la ciudad de Quetzaltenango, a donde llegó cuando tenía veinte años de edad; pero su profesión como tal se desarrolló a partir de 1934, cuando el director de El Imparcial, Alejandro Córdova, lo contrató como redactor para ese diario. Pronto ascendió a jefe de redacción y ocupó ese puesto hasta su muerte. Fue contemporáneo de Mario Monteforte Toledo, Manuel Galich y Carlos Samayoa Chinchilla, con quienes formó parte de la generación del 30 o grupo Los Tepeus y escribió una poesía que trasciende por su universalidad y —en el caso de sus relatos— por su aporte al criollismo. Sus poemas fueron bien acogidos, elogiados e incluso apadrinados por César Brañas, director de la sección cultural de El Imparcial.[26]

## Industria, comercio, agricultura
La actividad económica de Joyabaj es comercial, ganadera y agrícola. El municipio cultiva diversos productos según el clima, pero principalmente caña de azúcar, maíz, frijol, naranja, jocote, mango, loroco, zapote, limón, mandarina, etc. También la producción de pan es importante, así como embutidos criollos (longaniza y chorizo), y un renglón importante son los lácteos (principalmente mantequilla lavada, queso y crema).
La elaboración de panela de exportación es un rasgo histórico para Joyabaj, puesto que aquí se desarrollaron grandes haciendas para su elaboración. Actualmente se realiza en forma artesanal. Por esta producción de panela, Joyabaj fue declarado monumento nacional precolombino el 4 de abril de 1924.

## Transportes
La ciudad cuenta con transporte urbano y extraurbano. Joyabaj está localizada a cien kilómetros de la Ciudad de Guatemala por la ruta de San Juan Sacatepéquez y a doscientos dieciséis kilómetros por la ruta de Santa Cruz del Quiché.

## Turismo
Mensajes del alcade municipal:
| Idioma       | Texto |
| ------------ | --- |
| Castellano   | Su agradable semicálido clima invita a pasar un fin de semana en alguno de los turicentros de Joyabaj. Degustar de un refresco de tamarindo, un jocote o un mango, o bien un vaso de jugo de cana, recién exprimida. Se invita a conocer o volver a Joyabaj: hay Hoteles de categoría y servicios completos de restaurantes, tabernas, refresquerías y merenderos. Además un supermercado de primera categoría y servicio de internet y teléfono en todo el municipio. |
| Idioma Xoy   | Katqesk'ij rech katpe che urilik rqtinmit Xolab'aj o Xoy, ural k'o injel su rajuxik chawe rech kateka'yek. Chak'ma jun nimlaj rtzil awach pa atk'we |
| k'aqch'iquel | Utz apetik wawe che utz'etaxik ri qatinamit Xolab'aj o Xoy, wawe k'o ronojel chike nkatz'in chawe richin jun jeb'el b'enam. Tak'ama jun nimalaj rutzil awech akuchi' atk'o apo |

### Traje típico
Los llamados «trajes típicos» de Guatemala son prendas características que utilizan los pobladores de determinadas regiones o poblados; estos fueron impuestos a los indígenas conquistados por los encomenderos, curas reductores y frailes doctrineros luego de la Conquista en el siglo xvi;[cita requerida] la finalidad de estos atuendos era identificar fácilmente a qué región pertenecían los indígenas y evitar migraciones descontroladas. Tras la independencia de Centroamérica los trajes se mantuvieron entre los indígenas por costumbre, pues las prendas eran heredadas de generación a generación.